# Macedonia del Nord ai Giochi della XXXII Olimpiade
La Macedonia del Nord ha partecipato ai Giochi della XXXII Olimpiade, che si sono svolti a Tokyo, Giappone, dal 23 luglio all'8 agosto 2021 (inizialmente previsti dal 24 luglio al 9 agosto 2020 ma posticipati per la pandemia di COVID-19) con otto atleti, cinque uomini e tre donne.
Si è trattata della settima partecipazione di questo paese ai Giochi estivi, la prima con il nuovo nome.

## Medaglie
| Medaglia | Nome              | Sport     | Evento          |
| -------- | ----------------- | --------- | --------------- |
| Argento  | Dejan Georgievski | Taekwondo | +80 kg maschile |

## Delegazione
| Sport            | Uomini | Donne | Totale |
| ---------------- | ------ | ----- | ------ |
| Atletica leggera | 1      | 0     | 1      |
| Judo             | 0      | 1     | 1      |
| Karate           | 0      | 1     | 1      |
| Lotta            | 1      | 0     | 1      |
| Nuoto            | 1      | 1     | 2      |
| Taekwondo        | 1      | 0     | 0      |
| Tiro             | 1      | 0     | 1      |
| Totale           | 5      | 3     | 8      |

## Atletica leggera
| Q | Qualificato al turno successivo per la posizione in qualificazione                                                           |
| q | Qualificato per il turno successivo per ripescaggio o, negli eventi su campo, conquistando la misura minima per qualificarsi |

Eventi su pista e strada
| Atleta         | Evento                   | Batteria  | Batteria  | Semifinale      | Semifinale      | Finale          | Finale          |
| Atleta         | Evento                   | Risultato | Posizione | Risultato       | Posizione       | Risultato       | Posizione       |
| -------------- | ------------------------ | --------- | --------- | --------------- | --------------- | --------------- | --------------- |
| Jovan Stojoski | 400 metri piani maschili | 46"81     | 7°        | non qualificato | non qualificato | non qualificato | non qualificato |

## Judo
| Atleta           | Evento          | 16-esimi                       | Ottavi               | Quarti               | Semifinali           | Ripescaggio          | Med. bronzo          | Finale               | Posizione       |
| Atleta           | Evento          | Avversario Risultato           | Avversario Risultato | Avversario Risultato | Avversario Risultato | Avversario Risultato | Avversario Risultato | Avversario Risultato | Posizione       |
| ---------------- | --------------- | ------------------------------ | -------------------- | -------------------- | -------------------- | -------------------- | -------------------- | -------------------- | --------------- |
| Arbresha Rexhepi | 52 kg femminile | C. Giles (GBR sport) P (00-11) | non qualificata      | non qualificata      | non qualificata      | non qualificata      | non qualificata      | non qualificata      | non qualificata |

## Lotta

### Libera
| Atleta            | Evento          | Ottavi                     | Quarti                 | Semifinali           | Ripescaggio Turno 1  | Ripescaggio Turno 2  | Finale/ Finale per il bronzo | Pos.            |
| Atleta            | Evento          | Avversario Risultato       | Avversario Risultato   | Avversario Risultato | Avversario Risultato | Avversario Risultato | Avversario Risultato         | Pos.            |
| ----------------- | --------------- | -------------------------- | ---------------------- | -------------------- | -------------------- | -------------------- | ---------------------------- | --------------- |
| Magomedgaji Nurov | -97 kg maschile | M. as-Sadawi (TUN) V (5-0) | R. Salas (CUB) P (4-6) | non qualificato      | non qualificato      | non qualificato      | non qualificato              | non qualificato |

## Karate

### Kata
| Atleta                | Evento    | Turno eliminatorio | Turno eliminatorio | Turno di classifica | Turno di classifica | Med. bronzo          | Med. bronzo          | Finale               | Finale               | Posizione       |
| Atleta                | Evento    | Punteggio          | Posizione          | Punteggio           | Posizione           | Avversario Risultato | Avversario Risultato | Avversario Risultato | Avversario Risultato | Posizione       |
| --------------------- | --------- | ------------------ | ------------------ | ------------------- | ------------------- | -------------------- | -------------------- | -------------------- | -------------------- | --------------- |
| Puleksenija Jovanoska | Femminile | 23.90              | 5ª                 | non qualificata     | non qualificata     | non qualificata      | non qualificata      | non qualificata      | non qualificata      | non qualificata |

## Nuoto
| Atleta                 | Gara                             | Batterie | Batterie | Semifinali      | Semifinali      | Finale          | Finale          |
| Atleta                 | Gara                             | Tempo    | Pos.     | Tempo           | Pos.            | Tempo           | Pos.            |
| ---------------------- | -------------------------------- | -------- | -------- | --------------- | --------------- | --------------- | --------------- |
| Filip Derkoski         | 400 metri stile libero maschili  | 4:03.34  | 36°      | N.D.            | N.D.            | non qualificato | non qualificato |
| Mia Blazhevska Eminova | 100 metri stile libero femminili | 57.19    | 40ª      | non qualificata | non qualificata | non qualificata | non qualificata |

## Taekwondo
| Atleta            | Evento | Ottavi                 | Quarti                 | Semifinale            | Ripescaggio Turno 1  | Ripescaggio Turno 2  | Finale                  | Classifica |
| Atleta            | Evento | Avversario Risultato   | Avversario Risultato   | Avversario Risultato  | Avversario Risultato | Avversario Risultato | Avversario Risultato    | Classifica |
| ----------------- | ------ | ---------------------- | ---------------------- | --------------------- | -------------------- | -------------------- | ----------------------- | ---------- |
| Dejan Georgievski | +80 kg | R. Alba (CUB) V (11-8) | S. Gbané (CIV) V (9-4) | In K-d (KOR) V (12-6) | Bye                  | Bye                  | V. Larin (ROC) P (9-15) | Argento    |

## Tiro a segno/volo
| Atleta            | Evento                                   | Qualificazione | Qualificazione | Finale          | Finale          |
| Atleta            | Evento                                   | Punteggio      | Classifica     | Punteggio       | Classifica      |
| ----------------- | ---------------------------------------- | -------------- | -------------- | --------------- | --------------- |
| Borjan Brankovski | Pistola 10 metri aria compressa maschile | 573            | 21°            | non qualificato | non qualificato |